# Schoutedeniastes
Schoutedeniastes es un género de escarabajos de la familia Buprestidae.

## Especies
- Schoutedeniastes amabilis (Laporte & Gory, 1835)
- Schoutedeniastes apicata (Waterhouse, 1882)
- Schoutedeniastes birmanica (Thery, 1947)
- Schoutedeniastes duaulti Baudon, 1962
- Schoutedeniastes hatai (Ohmomo & Akiyama, 1994)
- Schoutedeniastes hieroglyphica (Thery, 1904)
- Schoutedeniastes igorrota (Heller, 1891)
- Schoutedeniastes magnifica (Waterhouse, 1875)
- Schoutedeniastes ohkurai (Akiyama & Ohmomo, 1992)
- Schoutedeniastes vitalisi (Bourgoin, 1922)